# Cratoplastis rectiradia
Cratoplastis rectiradia är en fjärilsart som beskrevs av George Francis Hampson 1901. Cratoplastis rectiradia ingår i släktet Cratoplastis och familjen björnspinnare. Inga underarter finns listade i Catalogue of Life.